# The Definitive Collection (Alan Parsons)
The Definitive Collection è una raccolta del gruppo progressive rock britannico The Alan Parsons Project, pubblicata nel luglio del 1997 dall'Arista Records.

## Descrizione
È la prima raccolta in cui oltre a brani del The Alan Parsons Project vi sono anche brani di Alan Parsons da solista, in particolare due brani di Try Anything Once del 1993. I brani sono suddivisi in due CD ed organizzati in ordine cronologico di pubblicazione, vengono rappresentati tutti gli album, compreso Tales of Mystery and Imagination Edgar Allan Poe i cui brani solitamente non compaiono nelle raccolte perché non nel catalogo della Arista. L'unico album che rimane escluso è Freudiana del 1990. 
La quantità di brani estratti da ogni album è la seguente:
- 2 da Tales of Mystery and Imagination Edgar Allan Poe del 1976
- 4 da I Robot del 1977
- 5 da Pyramid del 1978
- 3 da Eve del 1979
- 4 da The Turn of a Friendly Card del 1980
- 5 da Eye in the Sky del 1982
- 3 da Ammonia Avenue del 1984
- 2 da Vulture Culture del 1985
- 2 da Stereotomy del 1986
- 2 da Gaudi del 1987
- 2 da Try Anything Once del 1993

Nella raccolta vi sono sei brani strumentali.

## Tracce[2]

### Disco 1
Testi e musiche di Eric Woolfson e Alan Parsons; edizioni musicali Arista Records.
1. (The System of) Doctor Tarr and Professor Fether (Tales of Mystery and Imagination - Edgar Allan Poe - 1976) – 4:22 – Prima voce: John Miles • Seconda voce: Jack Harris
2. The Raven (Tales of Mystery and Imagination - Edgar Allan Poe - 1976) – 4:08 – Voci: Alan Parsons (EMI vocoder) e Leonard Whiting • Cori: Eric Woolfson
3. I Robot (I Robot - 1977) – 6:02 – Strumentale
4. I Wouldn't Want to Be Like You (I Robot - 1977) – 3:23 – Voce: Lenny Zakatek
5. Breakdown (I Robot - 1977) – 3:51 – Voce: Allan Clarke
6. Don’t Let it Show (I Robot - 1977) – 4:26 – Voce: Dave Townsend
7. Voyager (Pyramid - 1978) – 2:25 – Strumentale
8. What Goes Up (Pyramid - 1978) – 3:31 – Voci: David Paton, Colin Blunstone e Dean Ford
9. The Eagle Will Rise Again (Pyramid - 1978) – 4:21 – Voce: Colin Blunstone
10. Can't Take It with You (Pyramid - 1978) – 5:07 – Voci: Dean Ford e Colin Blunstone
11. Pyramania (Pyramid - 1978) – 2:44 – Voce: Jack Harris
12. Damned If I Do (Eve - 1979) – 4:54 – Voce: Lenny Zakatek
13. Lucifer (Eve - 1979) – 5:03 – Strumentale
14. If I Could Change Your Mind (Eve - 1979) – 5:51 – Voce: Lesley Duncan
15. The Turn of a Friendly Card (part one) (The Turn of a Friendly Card - 1980) – 2:43 – Voce: Chris Rainbow
16. Snake Eyes (The Turn of a Friendly Card - 1980) – 3:18 – Voce: Chris Rainbow
17. Games People Play (The Turn of a Friendly Card - 1980) – 4:25 – Voce: Lenny Zakatek
18. Time (The Turn of a Friendly Card - 1980) – 5:07 – Voce: Eric Woolfson

Durata totale: 75:41

### Disco 2
Testi e musiche di Eric Woolfson e Alan Parsons. Ian Bairnson (Turn It Up). Alan Parsons ed Andrew Powell (Re-Jigue).; edizioni musicali Arista Records.
1. Sirius (Eye in the Sky - 1982) – 1:57 – Strumentale
2. Eye in the Sky (Eye in the Sky - 1982) – 4:36 – Voce: Eric Woolfson
3. Psychobabble (Eye in the Sky - 1982) – 4:51 – Voce: Elmer Gantry
4. Mammagamma (Eye in the Sky - 1982) – 3:34 – Strumentale
5. Old and Wise (Eye in the Sky - 1982) – 4:57 – Voce: Colin Blunstone
6. Prime Time (Ammonia Avenue - 1984) – 5:03 – Voce: Eric Woolfson
7. Don't Answer Me (Ammonia Avenue - 1984) – 4:13 – Voce: Eric Woolfson
8. You Don't Believe (Ammonia Avenue - 1984) – 4:26 – Voce: Lenny Zakatek
9. Let's Talk About Me (Vulture Culture - 1985) – 4:29 – Voce principale: David Paton
10. Days Are Numbers (The Traveller) (Vulture Culture - 1985) – 4:27 – Voce: Chris Rainbow
11. Stereotomy (Stereotomy - 1986) – 7:03 – Voce principale: John Miles • Seconda voce: Eric Woolfson
12. In the Real World (Stereotomy - 1986) – 4:19 – Voce: John Miles
13. Standing on Higher Ground (Gaudi - 1987) – 5:47 – Voce principale: Geoff Barradale • Cori: Eric Woolfson
14. Too Late (Gaudi - 1987) – 4:32 – Voce: Lenny Zakatek
15. Turn It Up (Try Anything Once - 1993) – 6:13 – Voce: Chris Thompson • Cori: Ian Bairnson, Alan Parsons e Jacqui Copland
16. Re-Jigue (Try Anything Once - 1993) – 2:31 – Strumentale

Durata totale: 72:58

## Edizioni
WorksThe Definitive Collection viene ripubblicata nel 2002 in Belgio con il titolo Works ed una diversa copertina e grafica. La durata dei brani sarà quasi identica ma verranno esclusi i due brani dell'album Tales of Mystery and Imagination - Edgar Allan Poe del 1976 (The System of) Doctor Tarr and Professor Fether e The Raven.